# Магребска катерица
Магребската катерица (Atlantoxerus getulus) е вид бозайник от семейство Катерицови (Sciuridae), единствен представител на род магребски катерици (Atlantoxerus).

## Разпространение и местообитание
Видът е ендемичен за Западна Сахара, Алжир и Мароко и е внесен на Канарските острови. Естествените му местообитания са субтропични и тропически сухи гори, храсталаци и скалисти райони.